# أنتوني لونش
أنتوني لونش (بالإنجليزية: Anthony Lynch)‏ هو لاعب كرة القدم الغالية أيرلندي، ولد في 21 أغسطس 1977 في Ballyvourney ‏ في جمهورية أيرلندا.